# Лоръл Корона
Лоръл Корона (на английски: Laurel Corona) е американска писателка на произведения в жанра исторически любовен роман и научно-популярна литература.

## Биография и творчество
Лоръл Ан Уикс Корона е родена на 9 декември 1949 г. в Оукланд, Калифорния, САЩ. От малка е запалена читателка и сама опитва да пише като прави вестниче за собственото си семейство, за което е подкрепяна от родителите си. Завършва католическа гимназия през 1967 г. Получава бакалавърска степен по английска филология от Калифорнийския университет в Дейвис и магистърска степен по творческо писане от Университета на Чикаго през 1972 г. През 1982 г. получава докторска степен от Калифорнийския университет в Дейвис.
В началото на кариерата си е инструктор и администратор на програми за академична подкрепа в Държавния университет в Сан Диего и в Калифорнийския университет в Сан Диего. През 1990 г. става преподавател по английски и хуманитарни науки в Градския колеж в Сан Диего. В периода 1998-2005 г. издава 21 популярни книги от поредицата за юноши „Съвременни нации по света“ за ученическите библиотеки.
Първият ѝ роман „Четирите годишни времена“ е издаден през 2008 г. Две сестри, дъщери на известна куртизанка, стават виртуозни музикантки в девически манастири. Палавата Киарета става известна певица, а плахата Мадалена – изключителна цигуларка, любимка на Антонио Вивалди. Музика и любов се разгарят сред екзотиката на Венеция през осемнайсети век.
След пенсионирането си през 2014 г. става лектор за няколко круизни линии и пътува по света като представя историята, изкуството и културата на дестинациите в места като Патагония, Исландия, Ирландия и Мианмар.
Лоръл Корона живее в Сан Диего.

## Произведения

### Самостоятелни романи
- The Four Seasons (2008)
Четирите годишни времена : роман за Венеция по времето на Вивалди, изд.: „Унискорп“, София (2013), прев. Мария Чайлд
- Penelope's Daughter (2010)
- Finding Emilie (2011)
- The Mapmaker's Daughter (2014)

### Документалистика
- Until Our Last Breath (2008)

#### Серия „Съвременни нации по света“ (Modern Nations of the World)
- Cuba (1998)
- Kenya (1999)
- Austria (2000)
- Ethiopia (2000)
- Hungary (2000)
- Poland (2000)
- South Africa (2000)
- Norway (2000)
- Germany (2001)
- Peru (2001)
- Thailand (2001)
- Former Soviet Republics: The Central Asian States (2001)
- Afghanistan (2002)
- Iran (2002)
- Israel (2002)
- France (2002)
- Congo (2003)
- Iraq (2003)
- Guatemala (2004)
- Panama (2004)
- Morocco (2005)